# Glena cretacea
Glena cretacea är en fjärilsart som beskrevs av Butler 1881. Glena cretacea ingår i släktet Glena och familjen mätare. Inga underarter finns listade i Catalogue of Life.